# Stowarzyszenie Szachowych Zawodowców
Stowarzyszenie Szachowych Zawodowców (ang. Association of Chess Professionals – ACP) – stowarzyszenie powstałe w drugiej połowie 2003 r. na bazie narastającego niezadowolenia wśród silnych szachistów, głównie arcymistrzów, z funkcjonowania międzynarodowych organizacji szachowych FIDE oraz ECU. Momentem przełomowym, który zadecydował o powstaniu ACP, były wydarzenia podczas Indywidualnych Mistrzostw Europy w Silivri w roku 2003. Warunkiem dopuszczenia do mistrzostw było zamieszkanie w tzw. oficjalnym hotelu, w którym ustalona za pobyt cena była bardzo wysoka w porównaniu z cenami w okolicznych hotelach. Dodatkowo, szachiści za pobyt musieli płacić więcej niż pozostałe osoby (zwykli turyści) zamieszkujący w tym samym w czasie w tym samym hotelu.
W wielu kwestiach, organizacja czerpie wzorce z ATP, a jej celem jest obrona praw szachistów zawodowych, promocja i upowszechniania gry szachowej, w szczególności poprzez organizację turniejów oraz innych imprez szachowych. Członkami organizacji mogą zostać szachiści posiadający tytuł arcymistrza (arcymistrzyni) lub mistrza międzynarodowego (mistrzyni międzynarodowej), a także, pod warunkiem akceptacji ze strony Zarządu, inne osoby (trenerzy, sędziowie, organizatorzy, dziennikarze, prezydenci klubów itd.) które wykażą, iż szachy stanowią istotną część ich zawodowej aktywności.
W drugiej połowie 2003 roku powstała Grupa Inicjatywna, w składzie Wiktor Bołogan (Mołdawia), Igor Glek (Niemcy), Michał Krasenkow (Polska), Joël Lautier (Francja), Bartłomiej Macieja (Polska), Yannick Pelletier (Szwajcaria), Almira Skripczenko (Francja) i Paweł Tregubow (Rosja), której celem było opracowanie statutu, stworzenie strony internetowej, oficjalne zarejestrowanie stowarzyszenia oraz przeprowadzenie wyborów do Zarządu ACP.
Do pierwszego Zarządu ACP (w latach 2004–2005) zostali wybrani (w kolejności liczby otrzymanych głosów) Joël Lautier, Paweł Tregubow, Władimir Kramnik (Rosja), Bartłomiej Macieja, Wiktor Bołogan, Aleksandr Baburin (Irlandia), Igor Glek oraz Almira Skripczenko i Swietłana Matwiejewa (Rosja). Zarząd wybrał na Prezydenta Joëla Lautiera, na Sekretarza – Aleksandra Baburina, a na Skarbnika – Almirę Skripczenko.
Z nowo ukonstytuowanym Zarządem, ACP została oficjalnie zarejestrowana w Paryżu w dniu 1 stycznia 2004. Po trzech miesiącach, nastąpiła zmiana na stanowisku Sekretarza – Aleksandra Baburina zastąpił Bartłomiej Macieja.
W czasie pierwszej kadencji, kolejno Wiktor Bołogan, Swietłana Matwiejewa oraz Aleksander Baburin zrezygnowali z pracy w Zarządzie. Zastąpili ich Yannick Pelletier, Anna Hahn (USA) oraz Peter Heine Nielsen (Dania). Pod koniec kadencji Anna Hahn opuściła Zarząd ACP, a jej miejsce zajęła Jelena Sedina (Włochy).
Głównymi sukcesami ACP za czasów pierwszej kadencji było:
- nawiązanie współpracy z ECU i z FIDE, co zaowocowało między innymi zniesieniem przymusu mieszkaniowego (obowiązku zamieszkania w hotelu wyznaczonym przez organizatora) we wszystkich oficjalnych imprezach ECU organizowanych dla seniorów,
- zorganizowanie istniejących już turniejów w zorganizowany system (ACP Tour),
- przeprowadzenie turnieju Golden Blitz w Moskwie, a także trzech internetowych turniejów blitzowych,
- stworzenie internetowego klubu szachowego ACPO (Association of Chess Professionals Online), umożliwiającego nie tylko grę przez Internet i śledzenie na żywo partii z najważniejszych turniejów na świecie, ale także oferującego lekcje w wielu językach dla zawodników na różnym poziomie.

W celu większej efektywności realizacji projektów, powstała struktura komercyjna ACP Properties, której założycielem był Prezydent ACP Joël Latier.
W wyborach do Zarządu ACP na drugą kadencję (2006–2007) zwyciężyli (w kolejności otrzymanych głosów): Bartłomiej Macieja, Paweł Tregubow, Wiktor Bołogan, Yannick Pelletier, Igor Glek, Aleksiej Szyrow (Hiszpania), Władimir Czuczełow (Belgia) oraz Almira Skripczenko i Jelena Sedina. Zarząd wybrał na Prezydenta Pawła Tregubowa, a także zdecydował, aby funkcje Sekretarza i Skarbnika nadal pełnili Bartłomiej Macieja i Almira Skripczenko.
Pół roku później, Igor Glek zrezygnował z miejsca w Zarządzie, zostając jednocześnie koordynatorem nowego projektu ACP Fan Club. Jego miejsce zajął Michaił Gołubiew (Ukraina), który wraz z Pawłem Tregubowem aktywnie uczestniczył w organizacji super turnieju ACP Masters w Odessie, któremu FIDE nadała status Pucharu Świata w szachach szybkich. Na początku 2007 roku, Michaił Gołubiew odszedł z Zarządu. Został on zastąpiony przez Wadima Morochowskiego (Ukraina), Prezesa banku „Pivdenny”. współorganizatora ACP Masters.
W 2006 roku ACP nawiązała jeszcze ściślejszą współpracę z FIDE, w szczególności dotyczącą cyklu rozgrywek o mistrzostwo świata. Przeprowadzony został także internetowy turniej blitzowy dla członków organizacji. Zdecydowanie największym sukcesem było nawiązanie współpracy z bankiem „Pivdenny”. co zaowocowało organizacją super turniejów w szachach szybkich ACP Masters w Odessie. Zwycięzcami tych bardzo silnie obsadzonych rozgrywek byli:
| Rok  | Miasto | Zwycięzca         |
| ---- | ------ | ----------------- |
| 2007 | Odessa | Péter Lékó        |
| 2008 | Odessa | Teymur Rəcəbov    |
| 2009 | Odessa | Borys Gelfand     |
| 2010 | Odessa | Siergiej Karjakin |

Pod koniec 2007 r. odbyły się kolejne wybory, w wyniku których do Zarządu wybrani zostali: Igor Glek, Elmira Mirzojewa, Wadim Morochowski, Siergiej Mowsesian, Yannick Pelletier, Aleksandr Szabałow, Emil Sutowski, Paweł Tregubow i Jurij Jakowicz. Nowym prezydentem wybrano Wadima Morochowskiego.
W grudniu 2011 r., w kolejnych wyborach, do zarządu wybrano 9 osób, a na jego czele stanął Emil Sutowski.
Aktualnie ACP jest powszechnie uznawaną organizacją szachowych zawodowców, której członkami są m.in. czołowi szachiści świata.